# Australische Badmintonmeisterschaft 1962
Die Australische Badmintonmeisterschaft 1962 fand in Launceston statt. Es war die 21. Austragung der Badmintontitelkämpfe von Australien.

## Titelträger
| Disziplin    | Sieger                |
| ------------ | --------------------- |
| Herreneinzel | Ong Eng Hong          |
| Dameneinzel  | Joy Twining           |
| Herrendoppel | Ken Turner B. Welch   |
| Damendoppel  | June Bevan June Walsh |
| Mixed        | Ken Turner Turner     |